# Nagy Géza (irodalomtörténész)
Nagy Géza (Budapest, 1928. augusztus 15. – Budapest, 2001. április 12.) magyar irodalomtörténész, műfordító.

## Életútja
1952-ben szerzett magyar–francia szakos tanári oklevelet az ELTE-n. Pályafutása kezdetén az Európa Kiadó szerkesztője lett. 1967-től a szegedi József Attila Tudományegyetem Francia Tanszékén tanított, 1979–1982 között mint a tanszék vezetője. Ezt követően tudományos tanácsadóként, majd címzetes professzorként oktatott az intézményben. 1981-től az irodalomtudomány kandidátusa.
Szakterülete a 20. századi francia irodalom volt. Kutatásai során igyekezett témáit széles szellemtörténeti kontextusban vizsgálni, s egyúttal társadalmi beágyazottságukat is feltérképezni. Jellemzően ugyanezen korszak irodalmi alkotásait (Blaise Cendrars, André Malraux és mások műveit), illetve eszmetörténeti munkáit (Jean-Paul Sartre) ültette át magyarra.

## Főbb művei
- Az egyedi egyetemes (Jean-Paul Sartre): Egy polgári filozófus-művész egyéni és társadalmi kalandja a XX. században, Budapest, Akadémiai, 1980.
- A bölcselkedés dicsérete (Magyarország egy magányos,független, humán értelmiségi szemével)

Főbb műfordításai
- Meslier abbé testamentuma, Budapest, Kossuth, 1961
- David Alfaro Siqueiros, A művész és a forradalom, Budapest, Kossuth, 1966
- André Malraux, Ellenemlékiratok, Budapest, k. n., 1993
- Blaise Cendrars, Az arany, Budapest, Maecenas, 1993
- Pierre Chaunu, Felvilágosodás, Budapest, Osiris, 1998

## Külső hivatkozások
- Rövid életrajza a mek.oszk.hu lapon